# Dolný Ohaj
Dolný Ohaj (ungarisch Ohaj) ist eine mittelgroße Gemeinde im Westen der Slowakei mit 1468 Einwohnern (Stand 31. Dezember 2024), die zum Okres Nové Zámky, einem Kreis des Nitriansky kraj, gehört.

## Geographie
Die Gemeinde befindet sich im Donautiefland am linken Ufer der Žitava. Das Ortszentrum liegt auf einer Höhe von 123 m n.m. und ist acht Kilometer von Šurany sowie 19 Kilometer von Nové Zámky entfernt.
Nachbargemeinden sind Hul im Norden, Veľké Lovce im Osten, Bešeňov im Süden, Bánov im Südwesten, Šurany (Stadtteil Nitriansky Hrádok) im Westen und Úľany nad Žitavou im Nordwesten.

## Geschichte

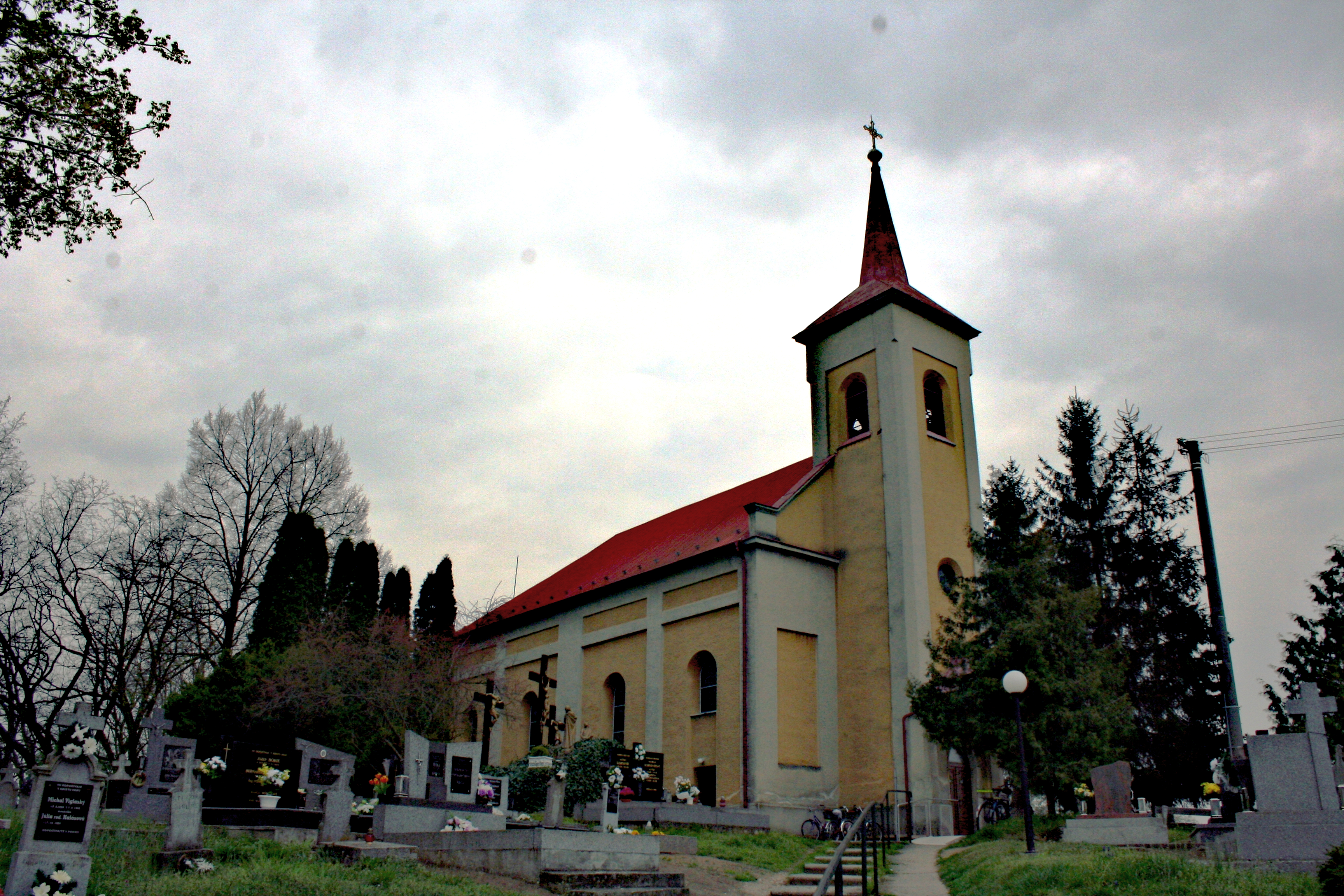
Kirche von Dolný Ohaj

Das Gemeindegebiet war in der Neusteinzeit besiedelt, mit Resten einer Siedlung der Želiezovce-Kultur, Funden der Badener Kultur sowie aus einer großmährischen slawischen Siedlung.
Der Ort selbst wurde zum ersten Mal 1293 als Vhay schriftlich erwähnt und gehörte mehrheitlich den örtlichen Edelmännern, ein kleiner Teil dem regionalen niederen Adel. Im Laufe der Jahrhunderte waren Mitglieder der Geschlechter Mariássy, Festetics und Szemere Gutsherren. Nach der weitgehenden Entvölkerung des Gebietes während der Türkenkriege im 17. Jahrhundert musste das Dorf im 18. Jahrhundert durch Siedler aus der Umgebung und Mähren neu besiedelt werden. 1828 zählte man zusammen mit dem ehemaligen Ort Veľký Ohaj (ungarisch Nagyohaj) 147 Häuser und 980 Einwohner, die in der Landwirtschaft beschäftigt waren. 1894 wurde hier eine Brennerei und Stärkefabrik errichtet, des Weiteren bestand hier eine Walzmühle.
Bis 1918/1919 gehörte der im Komitat Bars liegende Ort zum Königreich Ungarn und kam danach zur Tschechoslowakei beziehungsweise heutigen Slowakei. Auf Grund des Ersten Wiener Schiedsspruchs lag er 1938–1945 noch einmal in Ungarn.

## Bevölkerung
| Jahr                | 1994 | 2004    | 2014    | 2024    |
| ------------------- | ---- | ------- | ------- | ------- |
| Anzahl der Personen | 1762 | 1639    | 1576    | 1468    |
| Unterschied         |      | −6,98 % | −3,84 % | −6,85 % |

| Jahr                | 2023 | 2024    |
| ------------------- | ---- | ------- |
| Anzahl der Personen | 1486 | 1468    |
| Unterschied         |      | −1,21 % |

Nach der Volkszählung 2011 wohnten in Dolný Ohaj 1600 Einwohner, davon 1550 Slowaken, acht Magyaren, drei Tschechen, zwei Mährer und jeweils ein Roma und Serbe. 35 Einwohner machten diesbezüglich keine Angabe. 1520 Einwohner bekannten sich zur römisch-katholischen Kirche, acht Einwohner zur evangelischen Kirche A. B., zwei Einwohner zur orthodoxen Kirche und jeweils ein Einwohner zur altkatholischen Kirche und zur griechisch-katholischen Kirche; zwei Einwohner bekannten sich zu einer anderen Konfession. 28 Einwohner waren konfessionslos und bei 38 Einwohnern wurde die Konfession nicht ermittelt.

## Bauwerke
- römisch-katholische Heilige-Familie-Kirche aus dem Jahr 1873
- Kapelle im Barockstil aus dem 18. Jahrhundert

## Persönlichkeiten
- Gyula Rubinek (1865–1922), ungarischer Politiker und Minister